# Вінинці
Ві́нинці — село в Україні, у Циблівській сільській громаді Бориспільського району Київської області. Населення становить 425 осіб.

## Історія
У 1787 році мало церкву св. Косми і Даміана і звалось Войнинці

Є на мапі 1787 року

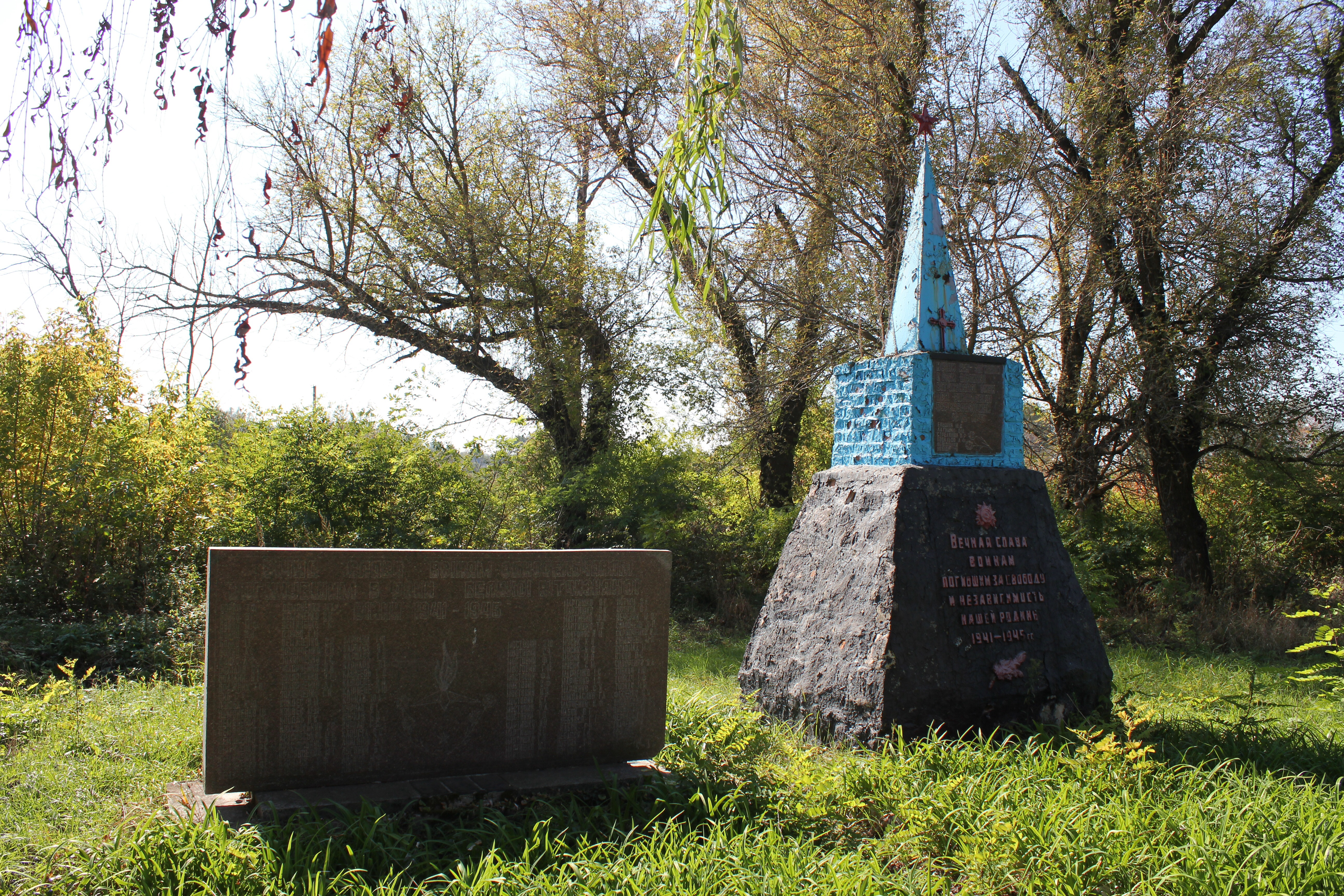
Братська могила солдат Радянської Армії і пам'ятник воїнам-односельцям, які загинули в роки Другої світової війни, село Вінинці, біля дитячих ясел

1930 мешканців села насильно зігнали у колгосп ім. Менжинського. Він мав 2343 га землі, з них 1610 га — орної.
В селі було 340 дворів і проживало 2065 мешканців. Під час Голодомору убиті голодною смертю 530 чоловік. У вцілілій книзі реєстрації актів про смерть числиться 493 чоловіки. У величезної більшості померлих причиною смерті записано: «виснаження». Поховані жертви масових комуністичних убивств на сільському кладовищі. З ініціативи сільської ради та мешканців села на кладовищі встановлено дерев'яний хрест з написом: Жертвам Голодомору 1932—1933 років.

## Відомі уродженці
- Гриб Василь Пилипович (нар. 1948) — український актор театру